# Tour de France 1986

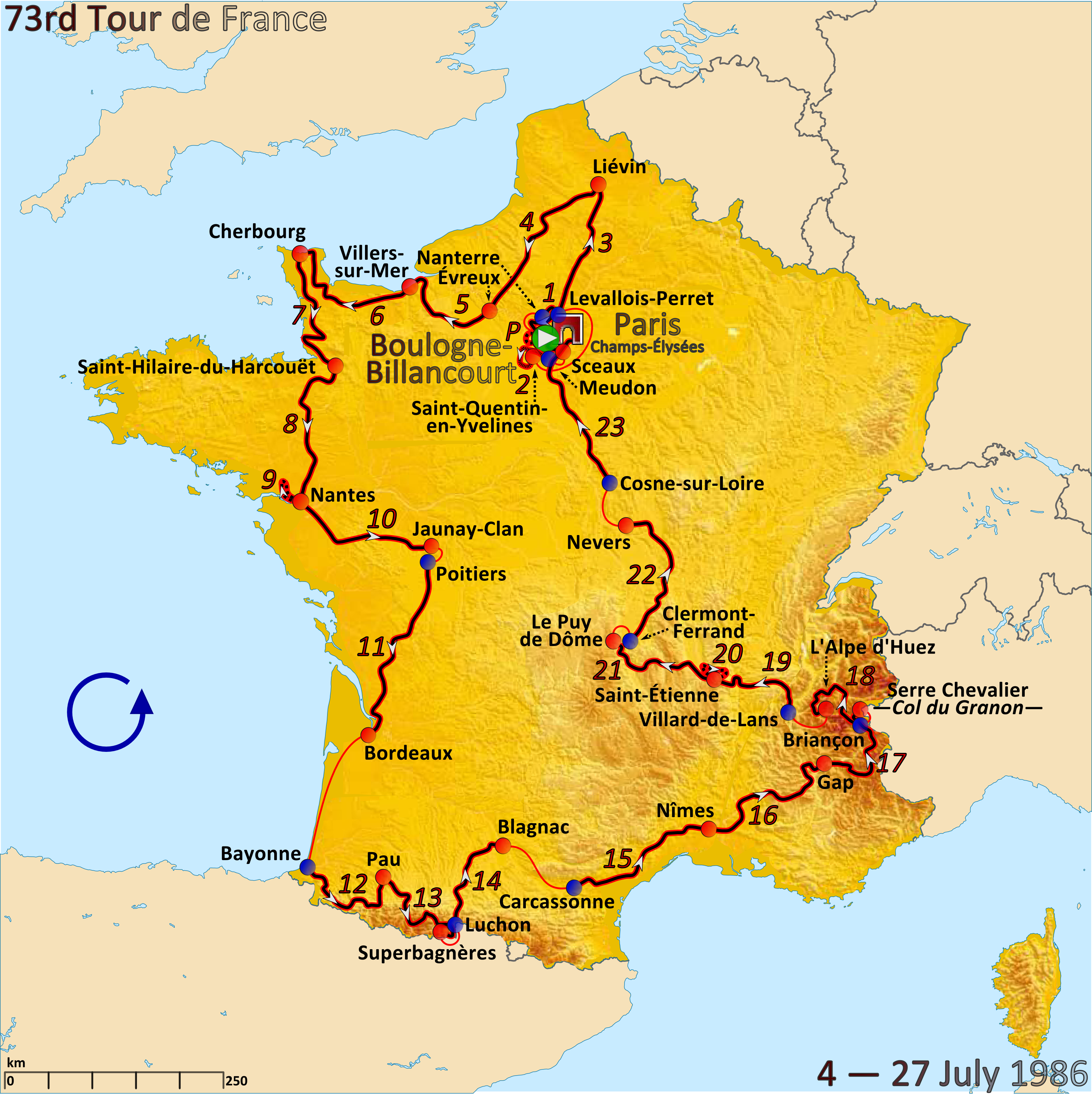
Karta som visar etapperna i Tour de France 1986.

Tour de France 1986 cyklades 4-27 juli 1986 och vanns av Greg Lemond, USA. Det var den första segern, av sammanlagt tre, för LeMond i Tour de France.

## Etapper[1]
| Etapp   | Start och mål                          | Sträcka  | Typ                    | Datum            | Etappsegrare          | Totalledare         |
| ------- | -------------------------------------- | -------- | ---------------------- | ---------------- | --------------------- | ------------------- |
| P       | Boulogne-Billancourt                   | 5 km     | Individuellt tempolopp | Fredag, 4 juli   | Thierry Marie         | Thierry Marie       |
| 1       | Nanterre - Sceaux                      | 85 km    |                        | Lördag, 5 juli   | Pol Verschuere        | Alex Stieda         |
| 2       | Meudon - Saint-Quentin-en-Yvelines     | 56 km    | Lagtempolopp           | Lördag, 5 juli   | Système U             | Thierry Marie       |
| 3       | Levallois-Perret - Liévin              | 214 km   |                        | Söndag, 6 juli   | Davis Phinney         | Thierry Marie       |
| 4       | Liévin - Évreux                        | 243 km   |                        | Måndag, 7 juli   | Pello Ruiz-Cabestany  | Dominique Gaigne    |
| 5       | Évreux - Villers-sur-Mer               | 125 km   |                        | Tisdag, 8 juli   | Johan van der Velde   | Johan van der Velde |
| 6       | Villers-sur-Mer - Cherbourg            | 200 km   |                        | Onsdag, 9 juli   | Johan van der Velde   | Alex Stieda         |
| 7       | Cherbourg - Saint-Hilaire-du-Harcouët  | 201 km   |                        | Torsdag, 10 juli | Ludo Peeters          | Jørgen V. Pedersen  |
| 8       | Saint-Hilaire-du-Harcouët - Nantes     | 204 km   |                        | Fredag, 11 juli  | Eddy Planckaert       | Jørgen V. Pedersen  |
| 9       | Nantes - Nantes                        | 61 km    | Individuellt tempolopp | Lördag, 12 juli  | Bernard Hinault       | Jørgen V. Pedersen  |
| 10      | Nantes - Futuroscope                   | 183 km   |                        | Söndag, 13 juli  | Angel-José Sarrapio   | Jørgen V. Pedersen  |
| 11      | Poitiers - Bordeaux                    | 258 km   |                        | Måndag, 14 juli  | Rudy Dhaenens         | Jørgen V. Pedersen  |
| 12      | Bayonne - Pau                          | 218 km   | Bergsetapp             | Tisdag, 15 juli  | Pedro Delgado         | Bernard Hinault     |
| 13      | Pau - Superbagnères                    | 186 km   | Bergsetapp             | Onsdag, 16 juli  | Greg LeMond           | Bernard Hinault     |
| 14      | Luchon - Blagnac                       | 154 km   |                        | Torsdag, 17 juli | Niki Ruttimann        | Bernard Hinault     |
| 15      | Carcassonne - Nîmes                    | 226 km   |                        | Fredag, 18 juli  | Frank Hoste           | Bernard Hinault     |
| 16      | Nîmes - Gap                            | 246 km   | Bergsetapp             | Lördag, 19 juli  | Jean-François Bernard | Bernard Hinault     |
| 17      | Gap - Serre Chevalier                  | 190 km   | Bergsetapp             | Söndag, 20 juli  | Eduardo Chozas        | Greg LeMond         |
| 18      | Briançon - Alpe d'Huez                 | 163 km   | Bergsetapp             | Måndag, 21 juli  | Bernard Hinault       | Greg LeMond         |
| Vilodag | Vilodag                                | Vilodag  | Vilodag                | Tisdag, 22 juli  |                       |                     |
| 19      | Villard-de-Lans - Saint-Étienne        | 179 km   | Bergsetapp             | Onsdag, 23 juli  | Julian Gorospe        | Greg LeMond         |
| 20      | Saint-Étienne - Saint-Étienne          | 58 km    | Individuellt tempolopp | Torsdag, 24 juli | Bernard Hinault       | Greg LeMond         |
| 21      | Saint-Étienne - Puy-de-Dôme            | 190 km   | Bergsetapp             | Fredag, 25 juli  | Erich Mächler         | Greg LeMond         |
| 22      | Clermont-Ferrand - Nevers              | 194 km   |                        | Lördag, 26 juli  | Guido Bontempi        | Greg LeMond         |
| 23      | Cosne-sur-Loire - Paris Champs-Élysées | 255 km   |                        | Söndag, 27 juli  | Guido Bontempi        | Greg LeMond         |
| Totalt  | Totalt                                 | 4,094 km |                        |                  |                       |                     |

## Resultat[3]

### Sammanlagt
| Plats | Person             | Land          | Lag                       | Tid          |
| 1     | Greg LeMond        | USA           | La Vie Claire             | 110h 35' 19" |
| 2     | Bernard Hinault    | Frankrike     | La Vie Claire             | 3' 10"       |
| 3     | Urs Zimmermann     | Schweiz       | Carrera Jeans - Vagabond  | 10' 54"      |
| 4     | Andrew Hampsten    | USA           | La Vie Claire             | 18' 44"      |
| 5     | Claude Criquielion | Belgien       | Hitachi - Marc - Splendor | 24' 36"      |
| 6     | Ronan Pensec       | Frankrike     | Peugeot - Shell           | 25' 59"      |
| 7     | Niki Rutimann      | Schweiz       | La Vie Claire             | 30' 52"      |
| 8     | Álvaro Pino        | Spanien       | Zor - BH                  | 33' 00"      |
| 9     | Steven Rooks       | Nederländerna | PDM-Concorde              | 33' 22"      |
| 10    | Yvon Madiot        | Frankrike     | Système U                 | 33' 27"      |

### Andra tävlingar
| Poängtävlingen       | Eric Vanderaerden Belgien 277 pts |
| 2:a                  | Jozef Lieckens Belgien 232 pts    |
| 3:a                  | Bernard Hinault Frankrike 210 pts |
| Bergsmästartävlingen | Bernard Hinault Frankrike 351 pts |
| 2:a                  | Luis Herrera Colombia 270 pts     |
| 3:a                  | Greg LeMond USA 265 pts           |
| Ungdomstävlingen     | Andrew Hampsten USA               |
| Bästa laget          | La Vie Claire                     |

## Cyklister under tävlingen
| La Vie Claire-Radar | Carrera Jeans | Kas-Mavic |
| - 1. Bernard Hinault Frankrike - 2. Steve Bauer Kanada - 3. Charly Bérard Frankrike - 4. Jean-François Bernard Frankrike - 5. Andrew Hampsten USA - 6. Philippe Leleu Frankrike - 7. Greg LeMond USA - 8. Niki Ruttimann Schweiz - 9. Alain Vigneron Frankrike - 10. Guido Winterberg Schweiz                                                   | - 11. Stephen Roche Irland - 12. Guido Bontempi Italien - 13. Beat Breu Schweiz - 14. Davide Cassani Italien - 15. Bruno Leali Italien - 16. Erich Mächler Schweiz - 17. Jørgen V. Pedersen Danmark - 18. Francesco Rossignoli Italien - 19. Eddy Schepers Belgien - 20. Urs Zimmermann Schweiz                                        | - 21. Jörg Müller Schweiz - 22. Patrice Esnault Frankrike - 23. Dominique Garde Frankrike - 24. Jean-Claude Garde Frankrike - 25. Inaki Gaston Spanien - 26. Eric Guyot Frankrike - 27. Jean-Claude Leclercq Frankrike - 28. Joël Pelier Frankrike - 29. Jean-Luc Vandenbroucke Belgien - 30. Frédéric Vichot Frankrike                      |
| PANASONIC | Système U | P.D.M |
| - 31. Robert Millar Storbritannien - 32. Phil Anderson Australien - 33. Jos Lammertink Nederländerna - 34. Henk Lubberding Nederländerna - 35. Guy Nulens Belgien - 36. Eddy Planckaert Belgien - 37. Eric Vanderaerden Belgien - 38. Johan van der Velde Nederländerna - 39. Eric Van Lancker Belgien - 40. Peter Winnen Nederländerna         | - 41. Laurent Fignon Frankrike - 42. Laurent Biondi Frankrike - 43. Alain Bondue - 44. Eric Boyer Frankrike - 45. Dominique Gaigne Frankrike - 46. Bernard Gavillet Schweiz - 47. Christophe Lavainne Frankrike - 48. Yvon Madiot Frankrike - 49. Thierry Marie Frankrike - 50. Charly Mottet Frankrike                                | - 51. Pedro Delgado Spanien - 52. Wim Arras Belgien - 53. Henk Boeve Nederländerna - 54. Gerrie Knetemann Nederländerna - 55. Steven Rooks Nederländerna - 56. Jan Siemons Nederländerna - 57. Peter Stevenhaagen Nederländerna - 58. Marc Van Orsouw Nederländerna - 59. Jan Van Wijk Nederländerna - 60. Gérard Veldscholten Nederländerna |
| Café de Colombia | T.S Batteries-Reynolds | Peugeot-Shell |
| - 61. Luis Herrera Colombia - 62. Rafael Acevedo Colombia - 63. Edgar Corredor Colombia - 64. Alfonso Florez Colombia - 65. Patrocinio Jimenez Colombia - 66. Marco Leon Colombia - 67. Alfonso Lopez Colombia - 68. Fabio Parra Colombia - 69. Abelardo Rondon Colombia - 70. Pedro Soler Colombia                                             | - 71. José Luis Laguía Spanien - 72. Dominique Arnaud Frankrike - 73. Samuel Cabrera Spanien - 74. Marc Gomez Frankrike - 75. Julian Gorospe Spanien - 76. Anastasio Greciano Spanien - 77. Carlos Hernández Bailo Spanien - 78. Jesus Hernandez Ubeda Spanien - 79. Miguel Indurain Spanien - 80. Celestino Prieto Spanien            | - 81. Pascal Simon Frankrike - 82. Frédéric Brun Frankrike - 83. Bruno Cornillet Frankrike - 84. Gilbert Duclos-Lassalle Frankrike - 85. Robert Forest Frankrike - 86. Gilbert Glaus Schweiz - 87. Dag Otto Lauritzen Norge - 88. Eric Louvel Frankrike - 89. Ronan Pensec Frankrike - 90. Sean Yates Storbritannien                         |
| Kwantum-Hallen-Decosol | Joker-Emerxil-Eddy Merckx | Hitachi-Marc-Splendor |
| - 91. Joop Zoetemelk Nederländerna - 92. Maarten Ducrot Nederländerna - 93. Nico Emonds Belgien - 94. Jelle Nijdam Nederländerna - 95. Ludo Peeters Belgien - 96. Twan Poels Nederländerna - 97. Cees Priem Nederländerna - 98. Luc Roosen Belgien - 99. Gerrit Solleveld Nederländerna - 100. Adri van der Poel Nederländerna                  | - 101. Marc Sergeant Belgien - 102. Carlo Bomans Belgien - 103. Michel Dernies Belgien - 104. Paul Haghedooren Belgien - 105. Jozef Lieckens Belgien - 106. André Lurquin Belgien - 107. Eric McKenzie Nya Zeeland - 108. Jan Nevens Belgien - 109. Wim Van Eynde Belgien - 110. Ronny Van Holen Belgien                               | - 111. Claude Criquielion Belgien - 112. Philippe Delaurier Frankrike - 113. Hendrik Devos Belgien - 114. Dirk De Wolf Belgien - 115. Rudy Dhaenens Belgien - 116. Jos Haex Belgien - 117. Stefan Morjean Belgien - 118. Rudy Rogiers Belgien - 119. Jean-Philippe Van Den Brande Belgien - 120. Jan Wijnants Belgien                        |
| Zor-B.H | Fagor | RMO-Meral-Mavic |
| - 121. Alvaro Pino Spanien - 122. Francisco Antequera Spanien - 123. Philippe Bouvatier Frankrike - 124. Angel Camarillo Spanien - 125. Juan Fernandez Spanien - 126. Anselmo Fuerte Spanien - 127. Francisco "Pacho" Rodríguez Colombia - 128. Jesus Rodriguez-Magro Spanien - 129. Juan-Carlos Rozas Spanien - 130. Guido Van Calster Belgien | - 131. Eric Caritoux Frankrike - 132. Jean-Claude Bagot Frankrike - 133. Jean-René Bernaudeau Frankrike - 134. Argemiro Bohorquez Colombia - 135. Martin Earley Irland - 136. Frank Hoste Belgien - 137. François Lemarchand Frankrike - 138. Pedro Munoz Spanien - 139. Martín Ramírez Colombia - 140. Pol Verschuere Belgien         | - 141. Thierry Claveyrolat Frankrike - 142. Vincent Barteau Frankrike - 143. Francis Castaing Frankrike - 144. André Chappuis Frankrike - 145. Jean-Louis Gauthier Frankrike - 146. Bruno Huger Frankrike - 147. Paul Kimmage Irland - 148. Gilles Mas Frankrike - 149. Régis Simon Frankrike - 150. Bernard Vallet Frankrike                |
| Postobon | Seat-Orbea | Gis Gelati-OECE |
| - 151. Omar-Pablo Hernandez Colombia - 152. Raul Acosta Colombia - 153. Israel Corredor Colombia - 154. Carlos-Maria Jaramillo Colombia - 155. Sergio Jaramillo Colombia - 156. Antonio Londono Colombia - 157. Gerardo Moncada Colombia - 158. Reynel Montoya Colombia - 159. Nestor Mora Colombia - 160. Heriberto Uran Colombia              | - 161. Marino Lejarreta Spanien - 162. Antonio Esparza Spanien - 163. Mathieu Hermans Nederländerna - 164. Pascal Jules Frankrike - 165. Jokin Mujika Spanien - 166. Erwin Nijboer Nederländerna - 167. Vicente Ridaura Spanien - 168. Pello Ruiz-Cabestany Spanien - 169. Jose-Salvador Sanchis Spanien - 170. Jaime Vilamajo Spanien | - 171. Silvano Contini Italien - 172. Marco Giovannetti Italien - 173. Walter Magnago Italien - 174. Palmiro Masciarelli Italien - 175. Giuseppe Petito Italien - 176. Marino Polini Italien - 177. Alessandro Pozzi Italien - 178. Ennio Salvador Italien - 179. Graziano Salvietti Italien - 180. Ennio Vanotti Italien                    |
| Teka | Malvor | Eleven-Hoonved |
| - 181. Raimund Dietzen Tyskland - 182. Antonio Agudelo Spanien - 183. Enrique Aja Spanien - 184. Guillermo Arenas Spanien - 185. Jesús Blanco Villar Spanien - 186. Manuel Cardenas Colombia - 187. Eduardo Chozas Spanien - 188. Federico Echave Spanien - 189. Alfonso Gutierrez Spanien - 190. Jose-Angel Sarrapio Spanien                   | - 191. Mario Beccia Italien - 192. Stefano Allochio Italien - 193. Pierangelo Bincoletto Italien - 194. Primoz Cerin Jugoslavien - 195. Acacio Da Silva Portugal - 196. Robert Dill-Bundi Schweiz - 197. Renan Ferraro Brasilien - 198. Luigi Furlan Italien - 199. Roberto Pagnin Italien - 200. Renato Piccolo Italien               | - 201. Alexi Grewal USA - 202. Raúl Alcalá Mexiko - 203. Chris Carmichael USA - 204. Eric Heiden USA - 205. Ron Kiefel USA - 206. Davis Phinney USA - 207. Jeff Pierce USA - 208. Bob Roll USA - 209. Douglas Shapiro USA - 210. Alex Stieda Kanada                                                                                          |